# Hirmoneura silvae
Hirmoneura silvae är en tvåvingeart som beskrevs av Stuardo 1936. Hirmoneura silvae ingår i släktet Hirmoneura och familjen Nemestrinidae. Inga underarter finns listade i Catalogue of Life.